# ТЭЦ Забже
ТЭЦ Забже (пол. Zabrze) — теплоэлектроцентраль в одноименном городе на юге Польши, в 15 км западнее Катовице.
В 1898 году немецкая компания AEG запустила в Забже (которое до конца Второй мировой войны принадлежало Германии) электростанцию Kraftwerk Zaborzew мощностью 0,84 МВт. В результате нескольких модернизаций её мощность в 1942 году достигла показателя в 176 МВт. Однако уже через несколько лет после поражения Германии в войне основное оборудование ТЭС было вывезено в СССР. В начале 1950-х годов работу площадки восстановили с использованием нового оборудования чешской компании Skoda, а в конце 1960-х годов станция начала выполнять функцию теплоэлектроцентрали.
По состоянию на середину 2010-х годов на ТЭЦ продолжали действовать четыре паровых угольных котла Skoda ОР-130, введенные в эксплуатацию в 1951—1952 годах. Они питали:
- запущенный в 1953 году агрегат № 8, состоящий из турбины производства швейцарской компании Brown Bovery (англ.) типа BBC DCN40/28 мощностью 11 МВт и генератора Brown Bovery WT522b;
- установленную в 1976 году в агрегате № 4 турбину эльблонгского производителя Zamech (поль.) типа ТС-25 с мощностью 30 МВт, которая приводила в действие генератор GT25-01, поставленный вроцлавским заводом Dolmel (поль.);
- установленную в 1998 году в агрегате № 7 турбину Zamech типа 9С50, адаптированную к генератору Skoda 5H628/2 с показателем 35 МВА. Мощность агрегата № 7 составляла 32,9 МВт.

В 1980-х годах приступили к созданию второй очереди станции. В частности, успели построить дымоход высотой 200 метров и установить в 1990-м и 1992 годах два угольных водогрейных котла WP-120/1 мощностью по 139 МВт, поставленные компанией Rafako (поль.) из Рацибужа. Кроме того, в 2003 году смонтировали газовый паровой котел КР-20 мощностью 20 МВт производства Loos. Однако по состоянию на середину 2010-х годов использовался только один из котлов WP-120/1, а ТЭЦ имела тепловую мощность на уровне 431,6 МВт.
В 2018 году для замены старых агрегатов на площадке запустили новый энергоблок электрической и тепловой мощностью 75 МВт и 145 МВт соответственно, который по планам должен производить 550 млн кВт-час электроэнергии в год. Он имеет паровую турбину Doosan Skoda и котел с циркулирующим кипящим шаром Foster Wheeler CFB-218, рассчитанный на сжигание угля, биомассы и отходов (RDF).
При этом площадка в Забже была соединена теплотрасой с отопительной системой города Бытом, что позволило вывести из эксплуатации генерирующие мощности на ТЭЦ Меховице. Последняя также принадлежит тому же владельцу — финской компании Fortum — и на данный момент преобразована в пиковую котельную.